# Costumi (Torricella Sicura)
Costumi è una frazione di Torricella Sicura in Provincia di Teramo.

Il nome dell'antica località, nel gergo feudale, significa tributo consuetudinario. Costumarii infatti erano i villani che dovevano offrire dei tributi.
I dati della popolazione del 12º censimento del 25 ottobre 1981 indicava la seguente popolazione totale:
- 38 famiglie;
- maschi 63;
- femmine 68;
- abitanti totali 131.

La chiesa parrocchiale di Costumi è San Pietro ad Azzano.

## I borghi
Costumi oggi è un territorio che comprende i seguenti gruppi di case sparse: 
- San Pietro ad Azzano;
- Case Mancine;
- Villa Sciarra;
- Colle Sansonesco.

### San Pietro ad Azzano
In questa località un tempo sorgeva un monastero poi diventata chiesa e parrocchia, è stata anche feudo e Università (antico nome che si dava ai comuni che facevano parte del demanio).

Il nome Azzano deriva dall'antichissima gens Attia che si stanziò numerosa in questi luoghi come ricordano T. Attio, T. Attiano e la sacerdotessa Attia) come documentato ampiamente da Gio. Bernardino Delfico.

Il monastero dipendeva dall'Abbazia di Farfa. Quindi divenne Prepositura, parrocchiale, nel quale il titolare godeva di privilegi e ricchi possedimenti certamente fino al sec. XVIII.

### Case Mancini
Gruppo di case site tra San Pietro ad Azzano e Ioanella.

### Villa Sciarra
Nella località di Villa Sciarra sono raggruppate alcune case a formare un piccolo borgo. È sita tra Colle Sansonesco e Ioanella, in luogo panoramico con vista sulla catena del Gran Sasso e sul mare Adriatico.

### Colle Sansonesco
In alcuni documenti la località è chiamata anche Collesansonesco, in altri Collo Sansonesco, Colle Santonesco e simili.

Come asserisce lo storico Niccola Palma, il nome potrebbe derivare dal fatto che un tempo il proprietario poteva chiamarsi Sansone.

Fino all'inizio dell'epoca contemporanea su feudo di San Pietro ad Azzano, dove il Barone ne era anche il prevosto.

Luigi Ercole agli inizi del 1800 nel suo Dizionario così descrive il territorio di Collesansonesco:

"Piccolo paese tre miglia distante al Sud-Est della Città di Teramo composto di 32 abitanti (...) Il territorio è montagnoso ed alpestre, e il suo considerevol prodotto è nelle ghiande, abbenché dia ancora del grano e del mosto. Diocesi di Farfa nelle parti Aprutine".

Nel Regio Cedolario del 1787 è indicato come feudo nobile.
Nella numerazione dei fuochi (il fuoco era il camino intorno al quale si raccoglieva la famiglia, l'antico sistema di censimento dei fuochi serviva per documentare il numero di famiglie presenti sul territorio che dovevano pagare le tasse) Colle Sansonesco prima era considerata villa (abitato) di Teramo poi Università (università era il nome che si dava ai comuni che facevano parte del Demanio e non erano feudi di qualche barone. Questo sistema era utilizzato in alcuni stati come il Regno di Napoli).
| anno 1532 | anno 1545 | anno 1561 | anno 1595 | anno 1648 | anno 1669 | anno 1736 |
| ░         | ░         | ░         | 24        | 24        | 5         | ░         |

Nel Catasto Onciario del 1754 risultava:
- Fuochi dei cittadini: 7 (per un totale di 48 persone)
- Fuochi assenti: 1
- Ecclesiastici secolari cittadini: 2
- Chiese e luoghi pii del paese: Madonna delle Grazie; San Pietro di Azzano; San Giacomo; Parrocchia di Collesansonesco;
- Bonatenenti non abitanti: 2

#### La chiesa di Colle Sansonesco
In Colle Sansonesco esiste una chiesa intitolata a San Donato anche se vi si venera la Madonna delle Grazie.
La chiesa fa parte della Parrocchia di San Pietro ad Azzano.

#### Il fallito tentativo di costruire l'ospedale sanatoriale a Colle Sansonesco
Negli anni venti Colle Sansonesco fu scelto come luogo ove costruire l'Ospedale Sanatoriale di Teramo per la cura della tubercolosi.

La cura della tubercolosi richiedeva aria buona e la località di Colle Sansonesco sembrava ideale per tale scopo.

La scelta del luogo dove realizzare l'ospedale era stata affidata al prof. Alfonso Di Vestea. 
Da Roma furono chiamati il dott. Amendolagine e l'ispettore ministeriale Sirleo. 
Nell'agosto 1923 si stabilì di costruire il complesso a Colle Sansonesco. I rilievi del terreno furono eseguiti dall'ing. Valente.

Furono sfruttate le norme finanziarie stabilite alla fine della Prima guerra mondiale che prevedevano la costruzione di sanatori e presidi antitubercolari fruendo di mutui presso la Cassa Depositi e Prestiti.

La garanzia per poter conseguire il mutuo fu offerta dalla Provincia di Teramo. 
L'incarico per la progettazione fu affidato all'ing. Gaetano Galli di Roma che presentò la bozza del primo progetto nel novembre 1924.

Il progetto fu sottoposto al prof. Alfonso Di Vestea che indicò alcune modifiche al progetto iniziale.
Il progetto definitivo fu presentato nel marzo 1925 e approvato nel giugno 1926 dalla Prefettura. Ebbero subito inizio i lavori che però furono immediatamente interrotti in quanto intervennero dubbi sulla stabilità del terreno prescelto, come ebbe modo di accertare sia il Genio Civile di Teramo che il geologo inviato dal Ministero.

La Congrega di Carità di Teramo, che governava la costruzione dell'ospedale grazie ai lasciti testamentari di Filippo Alessandrini e della moglie Giuditta Romualdi, prese la decisione di realizzare il Sanatorio a Villa Mosca, una località sita in luogo sopraelevato a circa 1,5 km dal centro storico cittadino, in una zona amena e in dolce declivio. Il nuovo progetto fu realizzato dall'ing. teramano Alfonso De Albentiis. I lavori furono appaltati nel novembre 1927 e terminati nel 1934, quando l'ospedale fu inaugurato ed entrò in funzione. Fu piantata una pineta con lo scopo di rendere pura l'aria. La pineta nel frattempo è cresciuta e circonda maestosamente l'ospedale, ancora oggi in funzione anche se destinato a Ospedale Geriatrico.